# فياردابيغد
فياردابيغد (بالآيسلندية: Fjarðabyggð)‏ مدينة في آيسلندا.

## توأمة
لفياردابيغد اتفاقيات توأمة مع كل من:
- ستافانغر
- يوفاسكولا
- Gravelines [الإنجليزية]‏
- Enköping Municipality [الإنجليزية]‏ منذ (1998 - )